# 卡巴內特
0°30′N 35°45′E / 0.500°N 35.750°E
卡巴內特，是肯尼亞的城鎮，位於該國西部，由裂谷省負責管轄，是巴林戈郡的首府，始建於十九世紀初期，海拔高度1,815米，1999年人口24,661。